# Джаны-Турмуш (Баткенская область)
Джаны-Турмуш (кирг. Жаңы-Турмуш) — село в Лейлекском районе Баткенской области Кыргызстана. Входит в состав Катранского айылного аймака.

## География
Село расположено в западной части области, на расстоянии приблизительно 29 километров (по прямой) к востоко-юго-востоку от города Раззакова, административного центра района. Абсолютная высота — 1582 метра над уровнем моря.

## Население
Согласно оценочным данным Национального статистического комитета Кыргызской Республики, численность населения села на начало 2023 года составляла 2265 человек.
| год     | 2009 | 2014 | 2015 | 2020 | 2021 | 2023 |
| ------- | ---- | ---- | ---- | ---- | ---- | ---- |
| человек | 1613 | 1756 | 1798 | 2127 | 2173 | 2265 |